# Thomas Grey (1er marquis de Dorset)
Pour les articles homonymes, voir Thomas Grey.
Titres
Marquis de Dorset
18 avril 1475 – 20 septembre 1501
(26 ans, 5 mois et 2 jours)
Comte de Huntingdon
14 août 1471 – 14 mai 1475
(3 ans et 9 mois)
Baron Ferrers de Groby (en)
23 janvier 1483 – 20 septembre 1501
(18 ans, 7 mois et 28 jours)
Baron Harington et Bonville
5 septembre 1474 – 20 septembre 1501
(27 ans et 15 jours)
Thomas Grey (1455 – 20 septembre 1501), 1er marquis de Dorset, 1er comte de Huntingdon et 7e baron Ferrers de Groby, est un noble et courtisan anglais. Il est le fils aîné d'Élisabeth Woodville, qui épouse par la suite Édouard IV.

## Biographie
Thomas Grey est le fils aîné de John Grey et d'Élisabeth Woodville[réf. incomplète]. Thomas a à peine six ans lorsque son père est tué à la seconde bataille de St Albans le 17 février 1461, combattant pour la Maison de Lancastre. Lorsque Thomas a neuf ans, sa mère épouse secrètement le roi de la Maison d'York, Édouard IV, le 1er mai 1464.
Après la restauration définitive d'Édouard IV au printemps 1471 à laquelle il participe, Grey est créé comte de Huntingdon. Le 14 mai 1475, il rend le titre qui est conféré peu après à William Herbert. Thomas reçoit en compensation le marquisat de Dorset. La même année il accompagne le roi lors de son expédition militaire en France qui aboutit le 29 août au traité de Picquigny. Il est fait chevalier de l'Ordre de la Jarretière en 1476. En 1480, il reçoit la garde du comte de Warwick Édouard Plantagenêt, neveu du roi. À la mort de sa grand-mère Elizabeth Ferrers le 23 janvier 1483, Grey devient 7e baron Ferrers de Groby. 
À la mort d'Édouard IV le 9 avril 1483, son fils Édouard V lui succède au trône. Grey est fait selon ses dernières volontés connétable de la Tour de Londres. Richard de Gloucester, frère d'Édouard IV, s'empare du pouvoir et fait exécuter Anthony Woodville, l'oncle de Thomas ainsi que son frère cadet Richard Grey, chargés de l'éducation d'Édouard V, le 25 juin 1483. Grey s'enfuit auprès de sa mère dans le sanctuaire de l'Abbaye de Westminster. Édouard V et son frère Richard de Shrewsbury sont enfermés dans la Tour de Londres et disparaissent, probablement assassinés par Gloucester qui monte sur le trône sous le nom de Richard III. Grey se voit retirer sa charge de connétable, tandis que le comte de Warwick est confié à la reine Anne Neville, sa tante. En octobre 1483, Grey soutient la révolte du duc de Buckingham contre Richard III. À la suite de la défaite de la rébellion, il doit s'enfuir auprès du prétendant Henri Tudor en Bretagne, auquel il prête allégeance. Ses terres sont confisquées par le roi en janvier 1484.
Cependant, en septembre 1484, Grey est averti que sa mère Élisabeth est parvenue en apparence à un accord avec Richard III et déserte Tudor. Il est intercepté à Compiègne et ne joue aucun rôle dans la chute de Richard qui est tué à la bataille de Bosworth en août 1485. Grey rentre en Angleterre à la fin de l'année 1485 à la cour d'Henri Tudor, devenu le roi Henri VII. Ses biens lui sont alors rendus.
Grey est confiné dans la Tour de Londres en 1487 lors de la révolte en faveur de Lambert Simnel et n'en sort qu'après la bataille de Stoke. Il accompagne Henri VII lors de son expédition en France en 1492 qui se termine par le traité d'Étaples et participe également à la suppression du premier soulèvement cornique en 1497.
Thomas Grey meurt le 20 septembre 1501 à Astley. Son fils Thomas hérite de ses biens et titres.

## Mariages et descendance
Grey épousa d'abord Lady Anne Holland en octobre 1466, fille d'Henri Holland et d'Anne d'York. Anne meurt le 6 juin 1474 à l'âge de treize ans. Ils n'ont aucun enfant.
Le 5 septembre 1474, Grey épouse Cecily Bonville, baronne Harington d'Aldingham. Elle lui donne 14 enfants dont son successeur Thomas Grey.